# Anne (Buffy)
Pour les articles homonymes, voir Anne (homonymie).
Anne est le 1er épisode de la saison 3 de la série télévisée Buffy contre les vampires.

## Résumé
Les amis de Buffy, et sa mère, attendent en vain son retour depuis qu'elle a décidé de quitter Sunnydale après avoir tué Angel. Giles la cherche, sans succès. La Tueuse s'est réfugiée à Los Angeles où elle gagne sa vie comme serveuse, sous le nom de « Anne ». Au restaurant où Buffy travaille, Lily, que Buffy a sauvée autrefois à Sunnydale, la reconnaît. Plus tard, elle lui demande de l'aider à retrouver son petit ami qui a disparu. Buffy finit par le retrouver mort dans la rue mais, bien qu'elle l'ait reconnu, le cadavre a l'air de celui d'un vieillard. Pendant ce temps un homme propose aux sans abri un foyer pour eux.
Buffy continue son enquête, ce qui la mène à un foyer social où elle surprend un homme (celui qui prétend aider les sans abri) en train de pousser Lily dans un liquide noir et gluant. En luttant contre cet homme, ils y tombent également. L'homme (en réalité un démon) lui annonce alors qu'ils sont dans une dimension infernale. Le temps y passe beaucoup plus vite et des démons y font travailler des humains comme des esclaves avant de les relâcher quand ils sont trop vieux pour être utiles. Finalement, Buffy arrive à libérer tous les humains retenus dans cette dimension et décide de rentrer à Sunnydale, laissant son travail et son identité à Lily. Dans le même temps, Willow, Alex, Oz et Cordelia chassent les vampires avec plus ou moins de succès.